# 유다의 입맞춤

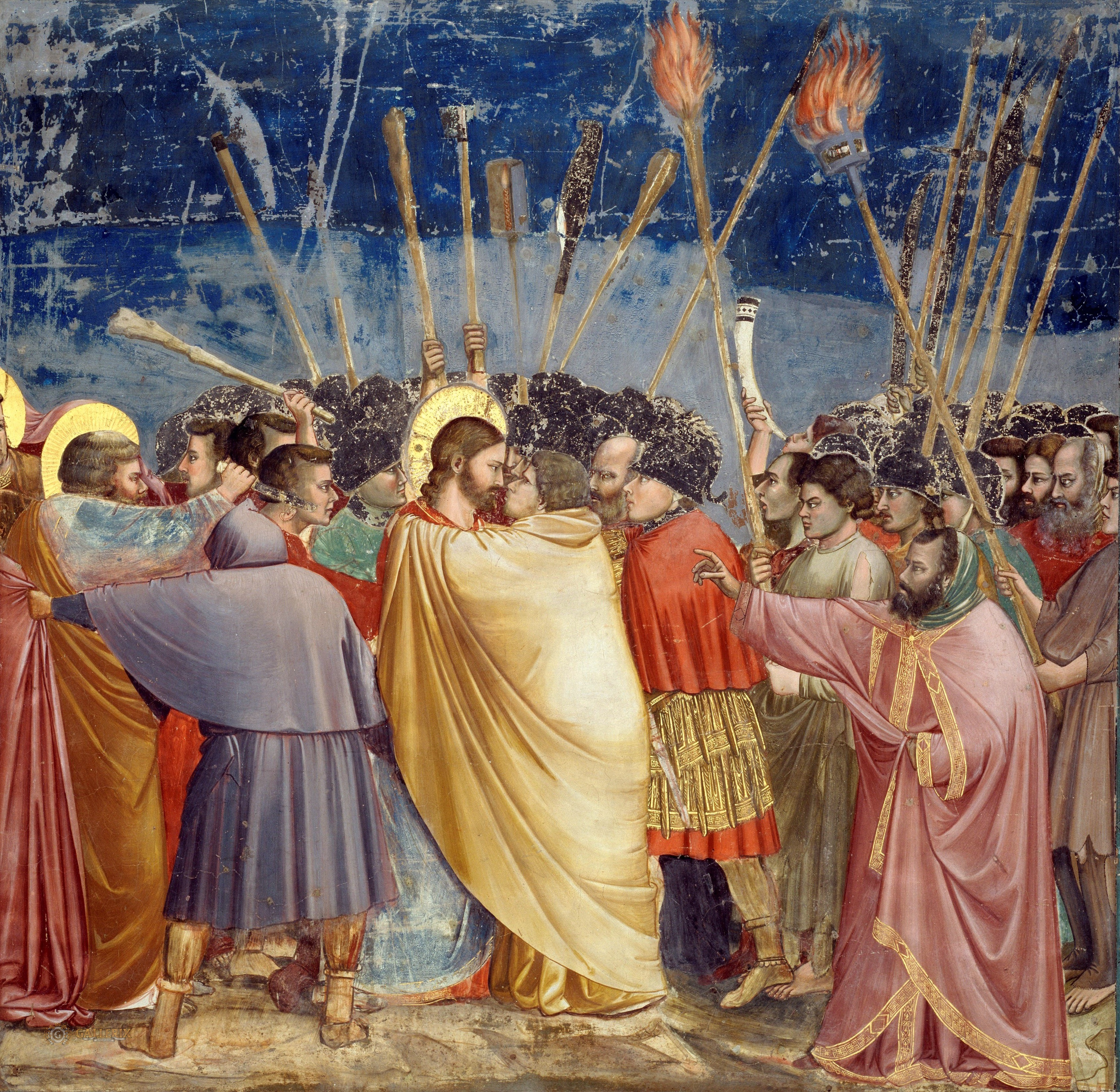
《유다의 입맞춤》(1304~1306년), 이탈리아 파도바 스크로베니 경당의 조토 작 프레스코화

공관복음서에 따르면 유다의 입맞춤 또는 그리스도의 배반은 유다가 대제사장들과 백성의 장로들이 보낸 무리가 칼과 몽둥이를 들고 왔을 때 예수를 그들에게 알아보게 한 행위를 말한다. 이 입맞춤은 최후의 만찬 이후 겟세마니에서 유다가 행했으며, 이로 인해 산헤드린의 경찰력에 의한 예수의 체포로 이어졌다.
신약성서에서 예수의 생애 중 적대 세력에 의한 그의 지목과 이어진 처형은 예수가 자신의 배신과 죽음을 예언했을 때 직접적으로 예고되었다.
보다 넓은 의미에서 '유다의 입맞춤'은 "겉으로는 우정의 행위처럼 보이지만 실제로는 받는 이에게 해가 되는 행위"를 일컫는다.
기독교에서는 성주간의 스파이 수요일(성수요일)에 예수의 배신을 애도한다.

## 신약성서에서
유다는 예수의 제자이자 열두 사도 중 한 명이었다. 대부분의 사도들은 갈릴리 출신이었으나 유다는 유대 출신이었다. 마태오의 복음서(26:47-50)과 마르코의 복음서(14:43-45)는 모두 그리스어 동사 카타필레오(καταφιλέω)를 사용하는데, "입맞춤하다, 애무하다;  필레인(φιλεῖν)과는 구별되며, 특히 애정 어린 입맞춤을 의미한다." 이는 플루타르코스가 알렉산드로스 대왕이 바고아스에게 한 유명한 입맞춤을 묘사할 때 사용한 것과 같은 동사다. 이 합성동사(κατα-)는 "강조된, 과시적인 인사의 의미를 지닌다." 루터교 신학자 요한 벵겔은 유다가 "반복적으로" 입맞춤했다고 제안한다. "그는 앞 구절에서 말한 필레소(φιλήσω), '한 번의 입맞춤'(마태오의 복음서 26:48)과는 반대로, 마치 친절한 감정에서 나온 것처럼 여러 번 입맞춤했다."
마태오의 복음서 26:50에 따르면, 예수는 "자, 이 사람아, 어서 할 일이나 하여라"라고 대답했다. 루가의 복음서 22:48에서는 예수가 "유다야, 입을 맞추어 사람의 아들을 잡아 넘기려느냐?"라고 말했다고 전한다.
곧이어 예수의 체포가 이어졌다.

## 전례에서
성 요한 크리소스토모스의 신성한 전례에서 그리스 정교회는 트로파리온 '신비로운 만찬에 대하여...'를 사용하는데, 여기서 찬송가 작자는 예수께 "...유다처럼 당신께 입맞춤하지 않을 것..."(...οὐ φίλημά σοι δώσω, καθάπερ ὁ Ἰούδας...)이라고 서약한다.
Τοῦ Δείπνου σου τοῦ μυστικοῦ, σήμερον, Υἱὲ Θεοῦ, κοινωνόν με παράλαβε· οὐ μὴ γὰρ τοῖς ἐχθροῖς σου τὸ Μυστήριον εἴπω· οὐ φίλημά σοι δώσω, καθάπερ ὁ Ἰούδας· ἀλλ' ὡς ὁ Λῃστὴς ὁμολογῶ σοι· Μνήσθητί μου, Κύριε, ἐν τῇ βασιλείᾳ σου.

오 하느님의 아들이시여, 오늘 당신의 신비로운 만찬에 저를 참여하게 하소서; 당신의 적들에게 신비를 말하지 않을 것이며; 유다처럼 당신께 입맞춤하지 않을 것이나; 도둑처럼 고백하나이다: 주여, 당신의 나라에서 저를 기억하소서.:194–195

## 해설
유스투스 크네히트는 유다의 입맞춤에 대해 다음과 같이 해설한다.
예수는 배신자의 입맞춤을 거부하지 않았다. 그 비열한 배신자의 입술이 자신의 거룩한 얼굴에 닿는 것을 허락했으며, 심지어 그를 "친구여!"라고 불렀다. "나는 항상 너를 내 친구로 대했노라"라고 암시하며, "그런데 왜 지금 내 적들의 선두에 서서 입맞춤으로 나를 그들에게 넘기느냐!" 우리 주님의 이러한 사랑 어린 대우는 배은망덕한 배신자에게 마지막 은총의 시간이었다. 예수는 그의 비열한 범죄에도 불구하고 여전히 그를 사랑하며 용서할 준비가 되어 있음을 이해하게 했다.
코르넬리우스 아 라피데는 《대주해》에서 다음과 같이 기록한다,
안티오키아의 빅토르는 "그 불행한 자는 자신이 치명적인 올무를 놓고 있는 분께 평화의 입맞춤을 건넸다"고 말한다. 위(僞) 제롬은 "기만의 독을 품은 입맞춤의 표시를 주었다"고 말한다. 더욱이 그리스도는 유다의 배신으로 깊은 상처를 받고 큰 고통을 느꼈음에도 그의 입맞춤을 거부하지 않고 사랑의 입맞춤으로 화답했다. 1. "배신을 피하는 것처럼 보이지 않기 위해"(성 암브로시우스, 누가복음 21장 45절 주해), 오히려 우리를 위해 기꺼이 그것과 더 큰 모욕까지도 받아들이고자 했다. 2. 유다의 마음을 부드럽게 하고 찌르기 위해서이며, 3. 우리에게 적들과 우리를 해하려 할 것을 아는 자들을 사랑하라고 가르치기 위해서였다(푸아티에의 성 힐라리우스). 그리스도는 배신자를 미워하지 않고 사랑했으며, 자신의 배신보다 그의 죄를 더 슬퍼했고, 따라서 그를 회개로 이끌고자 노력했다.

## 미술에서
이 장면은 거의 항상 입맞춤 자체나 그 직후의 예수 체포, 또는 (위와 같이) 두 장면이 결합된 형태로 예술에서의 그리스도의 생애 연작이나 다양한 매체의 예수 수난 연작에 포함되어 있다. 일부 비잔틴 연작에서는 십자가형 이전의 유일한 장면이기도 하다. 몇 가지 예시는 다음과 같다.
- 아마도 가장 잘 알려진 것은 파도바 스크로베니 경당의 조토 연작일 것이다
- 카라바조의 《그리스도의 체포》[16]
- 라벤나의 6세기 비잔틴 모자이크
- 바르나 다 시에나의 프레스코화
- 바르셀로나 사그라다 파밀리아 성당의 수난 파사드에 있는 유다의 입맞춤을 표현한 조각

미술에서의 유다의 입맞춤
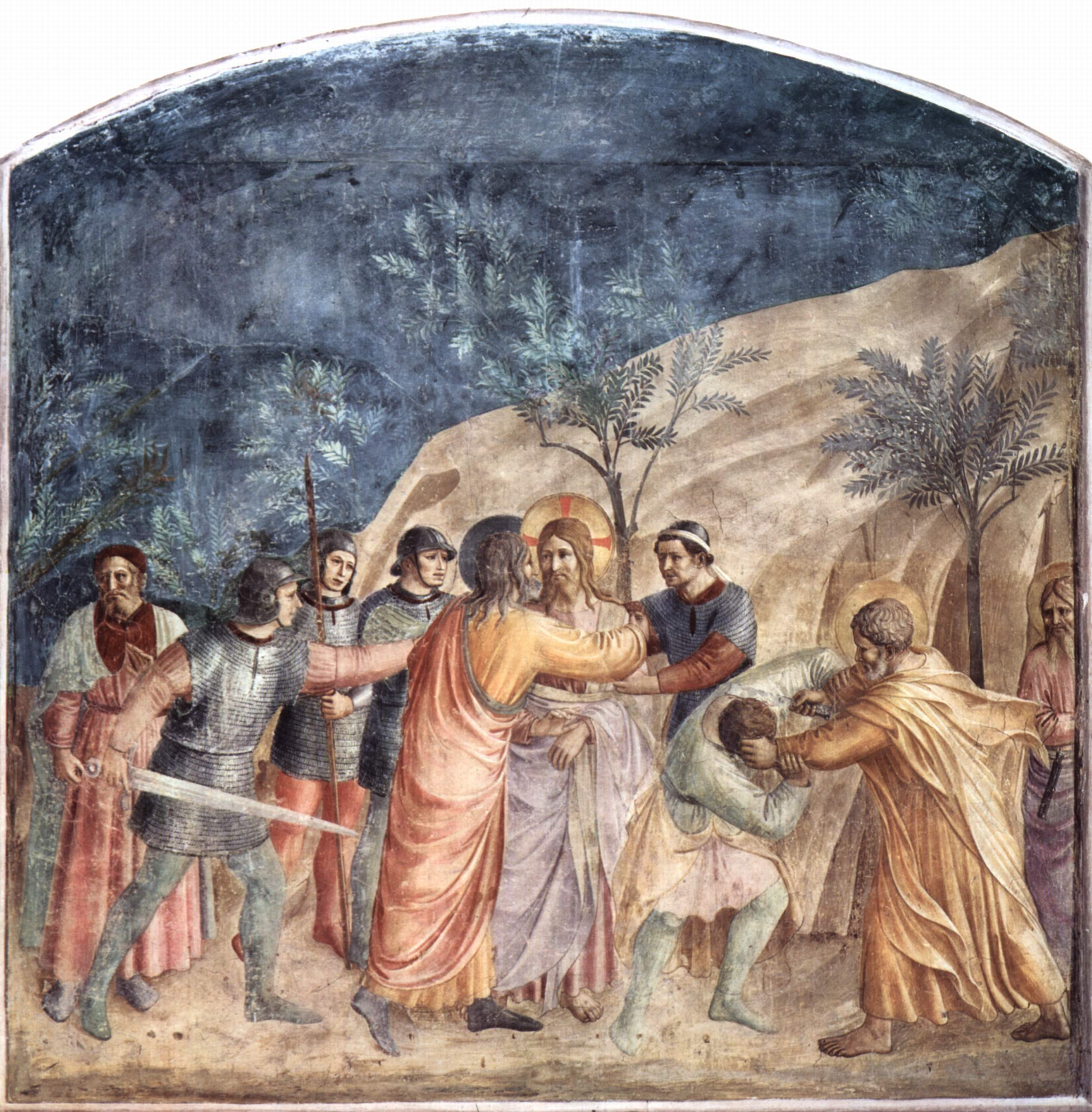
프라 안젤리코의 프레스코화, 피렌체 산 마르코 수도원, 1437~1446년
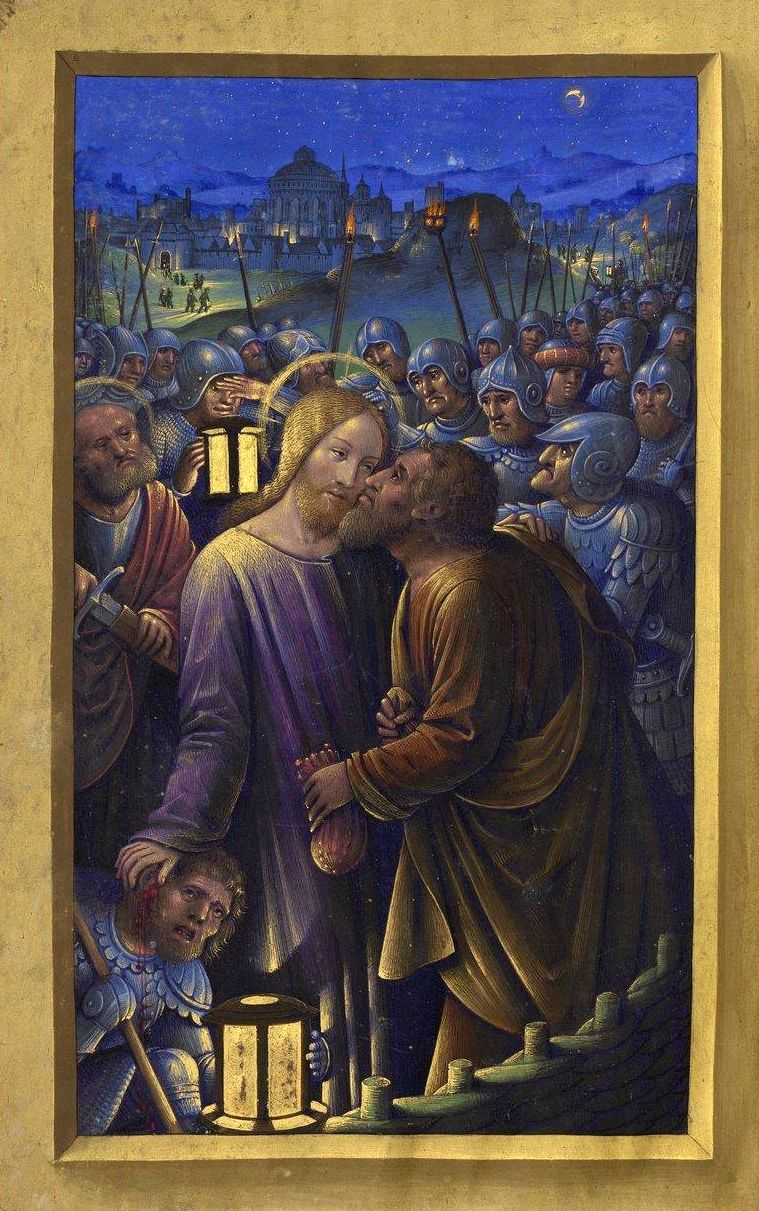
브르타뉴의 안 대시도 기도서에 있는 입맞춤으로 예수를 배신하는 유다, 1503~1508년
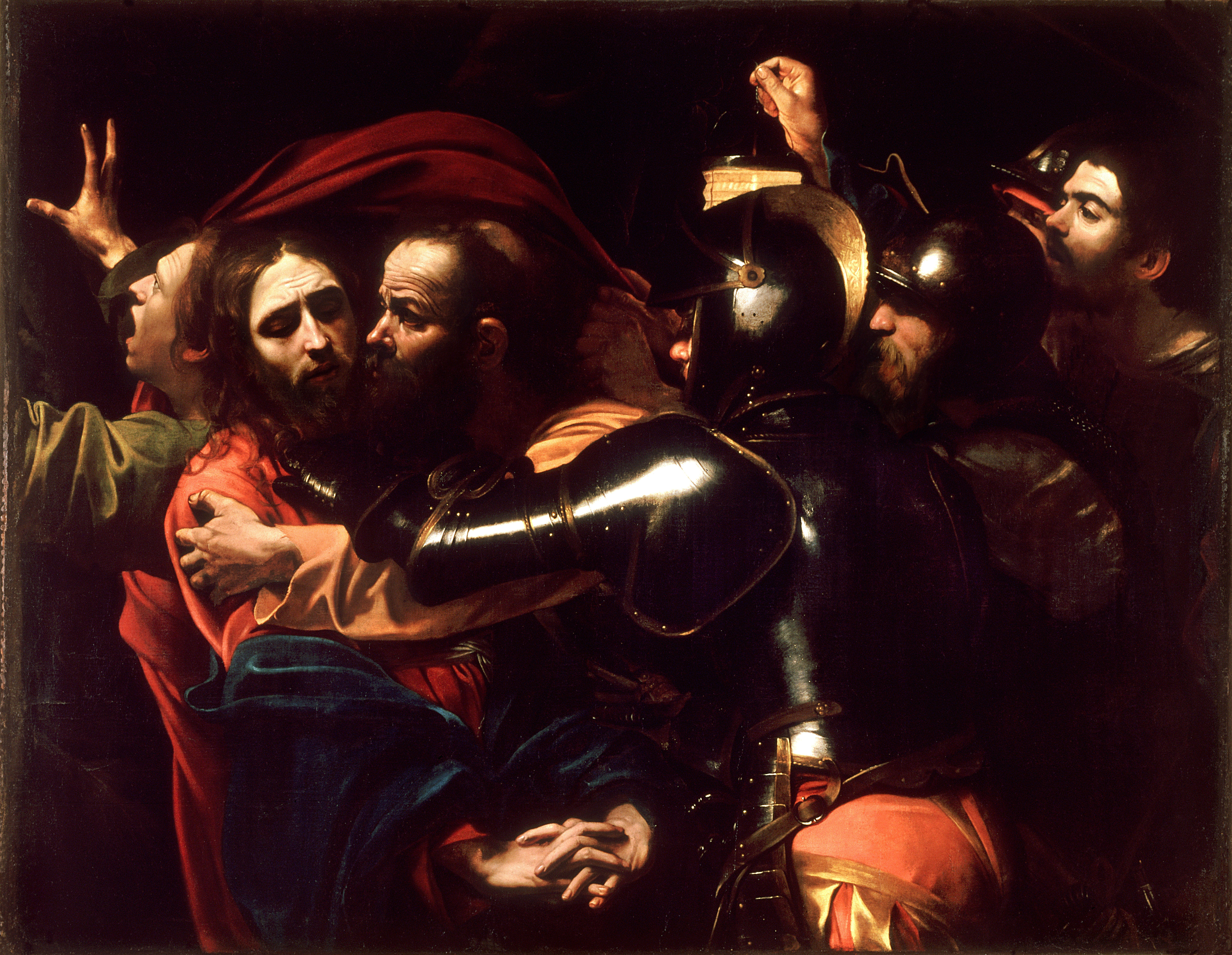
카라바조의 《그리스도의 체포》, 1602년
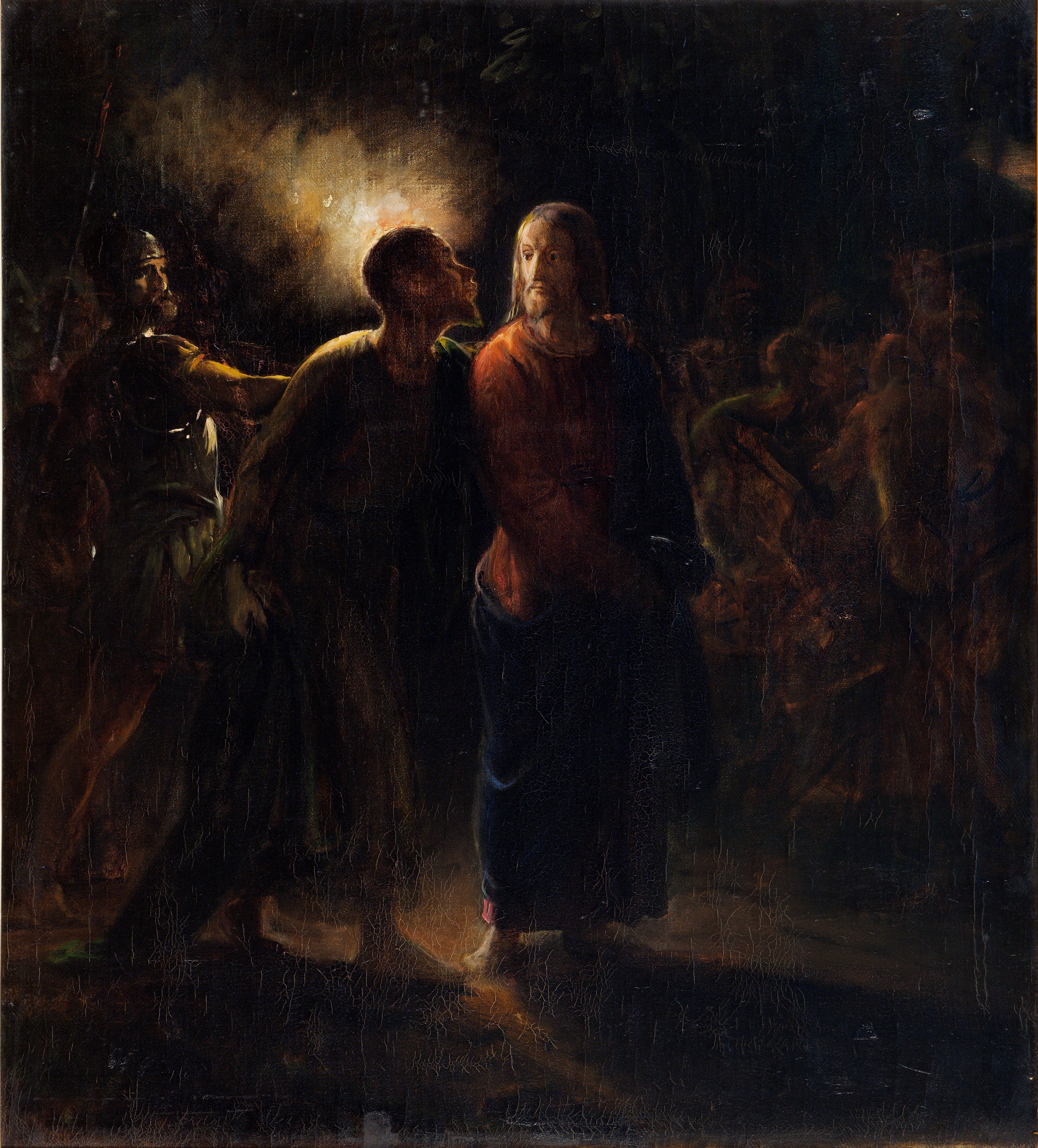
빌헬름 마르스트란의 《유다의 입맞춤》, 연도 미상(1830~1873년 사이)
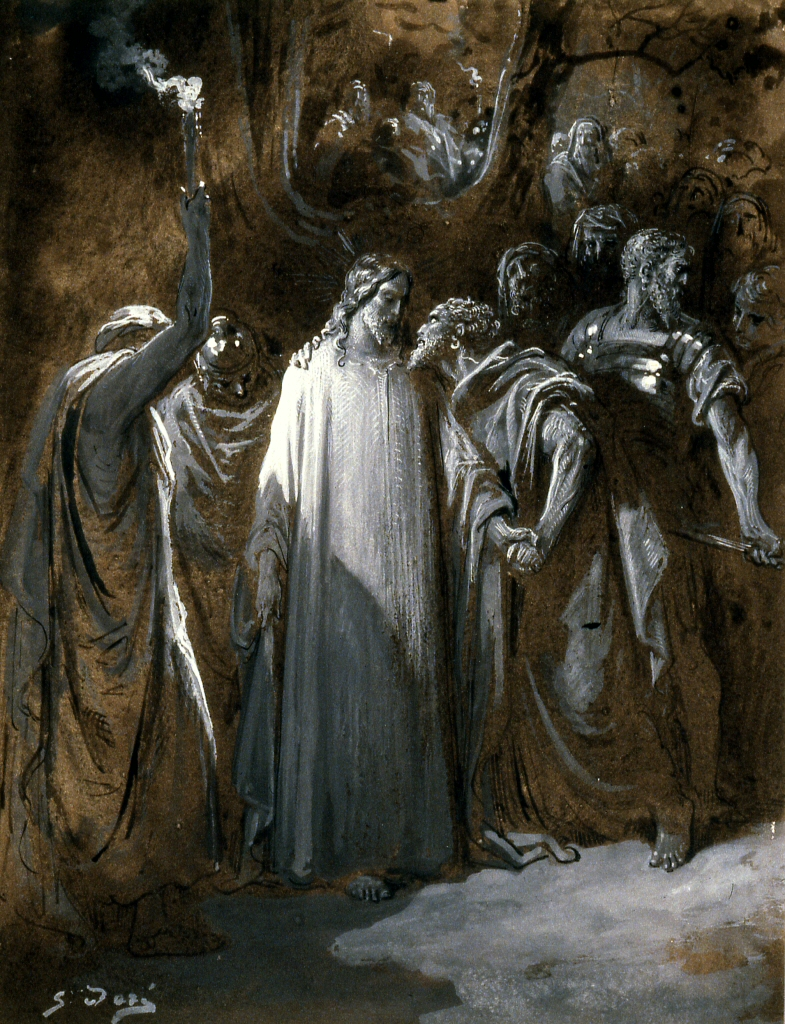
귀스타브 도레의 《유다의 입맞춤》 습작, 1865년
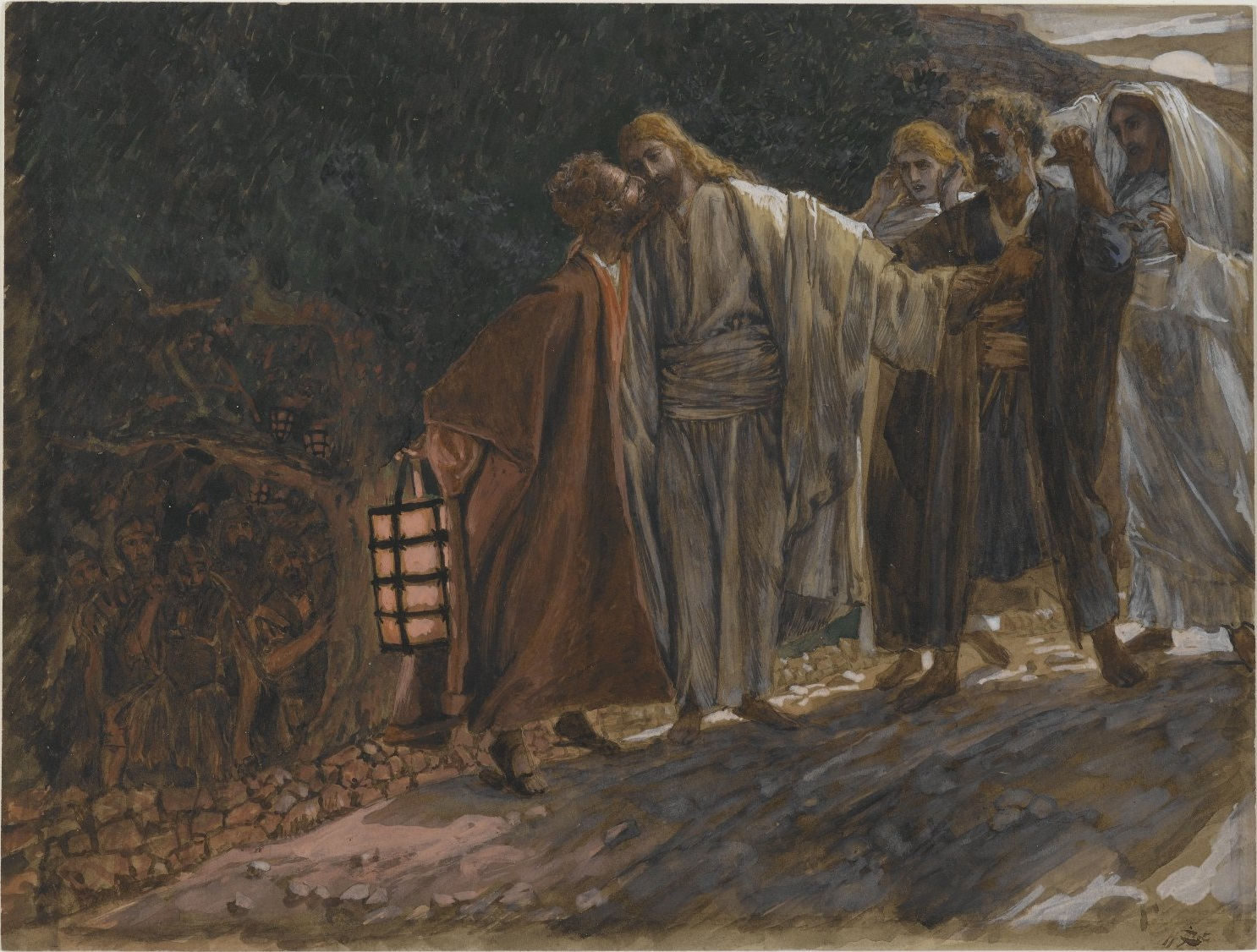
제임스 티소의 《유다의 입맞춤》, 브루클린 박물관, 1886~1894년

## 같이 보기
- 예수의 연대학
- 유다 복음서

## 더 읽어보기
- Grubb, Nancy (1996). 《The Life of Christ》. New York City: Abbeville Publishing Group. ISBN 0-7892-0144-5. OCLC 34412342.
- 위키미디어 공용에 유다의 입맞춤 관련 미디어 분류가 있습니다.